# Макгиган, Джеймс Чарльз
Джеймс Чарльз Макгиган (англ. James Charles McGuigan; 26 ноября 1894, Хантер Ривер, Остров Принца Эдуарда, Канада — 6 апреля 1974, Торонто, Канада) — канадский кардинал. Архиепископ Реджайны с 30 января 1930 по 22 декабря 1934. Архиепископ Торонто с 22 декабря 1934 по 30 марта 1971. Кардинал-священник с 18 февраля 1946, с титулом церкви Санта-Мария-дель-Пополо с 22 февраля 1946. 